# 105e division d'aviation mixte de la Garde
La 105e division d'aviation mixte de la Garde (en russe : 105-я гвардейская смешанная авиационная дивизия), de son nom complet la 105e division d'aviation mixte de la Garde « Borisovskaïa-Pomeranskaïa », ordres du Drapeau rouge en double et de Souvorov (en russe : 105-я гвардейская сме́шанная авиацио́нная Борисовская Померанская дважды Краснознамённая, ордена Суворова диви́зия) est une division aérienne des forces aérospatiales russes (n° d'unité 57655).
La division fait partie de la 6e armée de l'air et des forces de défense aérienne du district militaire ouest, basée à la base aérienne de Voronej-Malchevo.

## Histoire
La division est formée pour la première fois en 1950 sous le nom de 105e division d'aviation de chasse des Voyska PVO à Kharkov. À la fin de 1951, elle devient une division régulière de l'aviation de chasse et est transférée à Großenhain en Allemagne de l'Est. La division y sert pendant le reste de la guerre froide dans le cadre de la 24e (plus tard la 16e) armée de l'air (en). En 1960, elle est rebaptisée 105e division aérienne de chasseurs-bombardiers. En août 1993, la division est retirée de l'Allemagne et rejoint Voronej, au cours duquel l'unité est rebaptisée 105e division d'aviation mixte.
Lors de la réforme de l'armée de l'air russe en 2009, la division est convertie en 7000e base aérienne et reçoit le titre « de la Garde » et les ordres honorifiques du 47e régiment d'aviation de reconnaissance de la Garde dissous. La base aérienne redevient une division en 2013.
La 105e division est déployée lors de l'intervention militaire russe en Syrie en 2015. En 2022 et 2023, elle participe à la guerre contre l'Ukraine et mène des campagnes de bombardement. Le lieutenant-colonel Maxime Krichtop, pilote du 47e régiment, est abattu et capturé par les forces ukrainiennes après avoir bombardé la ville de Kharkiv avec des bombes FAB-500 de 500 kg,.